# Drapeau noir
Pour les articles homonymes, voir Drapeau noir (homonymie) et pavillon noir.
Le drapeau noir est symbole de mort et de rébellion. 
Il a été utilisé essentiellement par les pirates, les anarchistes.
Il est brandi en France pour la première fois en 1830, où il flotte sur l'Hôtel de Ville de Paris pendant l'insurrection de juillet. L'année suivante, il est utilisé lors de la révolte des canuts lyonnais.

## Le pavillon noir des pirates

Le drapeau noir des pirates popularisé par le cinema

Le pavillon noir est utilisé dès le XVIIIe siècle par les pirates, à la différence des corsaires qui normalement naviguent sous pavillon. Il représente donc déjà un signe d'insubordination vis-à-vis des États.
Il n'est pas uniformément noir ; rappelons qu'à l'époque la plupart des drapeaux sont plus complexes qu'aujourd'hui. Il représente un signe de mort :
- une tête de mort sur tibias croisés
- un sablier
- un squelette.

## Drapeau noir et anarchisme

Le drapeau noir est le symbole anarchiste traditionnel.

Le mouvement anarchiste voit le jour, en tant que composante du mouvement ouvrier dès sa naissance dans les années 1840. Le mouvement se structure petit à petit, et en 1864 naît à Londres l'Association internationale des travailleurs, dont l'emblème est le drapeau rouge.
Du 29 octobre au 1er novembre 1865, le congrès des étudiants se tient à Liège. 1400 étudiants de tous les pays sont présents.
Un groupe représente le quartier Latin : Albert Regnard, Germain Casse, Victor Jaclard... Ces militants s'y rendent avec un drapeau noir très remarqué, le seul qui pour eux « convînt à la France en deuil de ses libertés ». Ils sont exclus de l'Académie de Paris à leur retour.
Lors de la Commune de Paris, le drapeau noir commence à être utilisé avec le drapeau rouge. 
Le 2 mars 1871 lors de la parade des troupes prussiennes de Bismarck à Paris, « les Parisiens couvrent la ville de drapeau noir » en signe de deuil de la liberté.
Lors de la Semaine sanglante, la mairie du XIe arrondissement est tendue de noir en signe de deuil
Toutefois, des tensions apparaissent entre « anarchistes » d'un côté (dont le représentant le plus connu est Bakounine) et de l'autre les socialistes appelés « autoritaires » par les premiers (dont le représentant le plus connu est Marx). Après l'écrasement de la Commune de Paris en 1871, le drapeau rouge est interdit par la jeune République française restaurée. Par ailleurs la scission entre « anarchistes » et « marxistes » est consommée au Congrès de l'AIT en 1872. L'AIT va, petit à petit, disparaître dans les années qui suivront.
Mais les anarchistes continuent leur combat contre l'injustice et pour la liberté. Le drapeau noir a fait sa première apparition "officielle" dans la manifestation des sans-travail aux Invalides à Paris, le 9 mars 1883, lors d’un meeting organisé par le syndicat des menuisiers. Louise Michel y arbore, pour la première fois, un drapeau improvisé, à partir d’un vieux jupon noir fixé sur un manche à balai. (lire La défense du drapeau noir qu’elle fit lors de son procès).
Le journal Le Drapeau Noir, apparu en 1882, est l'une des premières publications du mouvement à utiliser le noir comme symbole. Le nom du groupe anarchiste londonien fondé en juillet 1881 est Black International.
Lors de la Révolution russe de 1917, le groupe de Nestor Makhno est plus connu sous le nom d’« armée noire ». Leur drapeau est noir jusqu'à leur chute face à l'Armée rouge. Emiliano Zapata, un révolutionnaire mexicain des années 1910, utilise le drapeau noir imprimé d'un crâne et d'os croisés ainsi qu'une image de la Vierge Marie. Son slogan est Tierra y Libertad (« Terre et Liberté »). En 1925, les anarchistes japonais créent la Black Youth League (Ligue noire de la jeunesse). Enfin, en 1945, ce dernier appelle son journal Kurohata (« Drapeau Noir »).
Plus récemment, lors des manifestations de Mai 1968, des étudiants parisiens adoptent ce même drapeau noir, également orné de rouge. À Nantes, les drapeaux noirs seront dans les manifestations (sauf quand le 14 mars, les syndicats et organisations ont pour seule exigence : « Pas de gourdins et pas de drapeau noir ».) ; sur la Place royale alors rebaptisée « Place du peuple ». Ils ne seront décrochés de la faculté que le 2 juillet 1968. La même année, ce même drapeau est utilisé par le groupe Students for a Democratic Society (« Étudiants pour une société démocratique ») à l'occasion de leur convention nationale. À la même époque, un groupe anglais crée son journal, également appelé Black Flag, qui existe toujours aujourd'hui.

## Drapeau noir et fascisme
Utilisé par les faisceaux italiens de combat à partir de 1919, notamment durant la marche sur Rome en 1922, le drapeau noir est un symbole fasciste récurrent. Il rappelle notamment les chemises noires.
Il est aujourd'hui toujours utilisé par certains mouvements néo-fascistes européens (Blocco Studentesco/Radio Bandiera Nera) et dans l'imaginaire collectif fasciste.

## Seconde Guerre mondiale
Lors de l'Armistice de Cassibile du 8 septembre 1943, les clauses de l'armistice prévoyaient que les navires de la Regia Marina, outre le transfert immédiat des navires italiens à Malte, où ils resteraient en attendant de connaître leur sort, que pendant le transfert les navires italiens lèveraient, en signe de reddition, des drapeaux noirs sur les mâts des drapeaux et dessineraient deux cercles noirs sur les ponts.
Lors de la capitulation de l'Allemagne nazie du 8 mai 1945, les sous-marins allemands (U-boote) ont reçu l'ordre d'arborer un drapeau noir, de se rendre dans un port allié et de se rendre.

## Emblème islamiste
Le drapeau noir a également été utilisé comme un emblème politique islamiste. Il est par exemple utilisé par les Hizbul Islam, parti fondamentaliste somalien à la fin des années 2000.